# Morgane de toi (chanson)
Pour les articles homonymes, voir Morgane de toi.
Singles de Renaud
Dès que le vent soufflera En cloque
Pistes de Morgane de toi
Pochtron ! Doudou s'en fout
Morgane de toi, aussi appelée Morgane de toi (amoureux de toi), est une chanson de Renaud dont la musique a été composée par Henri-Alain Langolff. Elle paraît en 1983 sur l'album Morgane de toi.
Cette chanson est consacrée à la fille de Renaud, Lolita.

## Autour de la chanson
- Le clip de la chanson a été réalisé par Serge Gainsbourg et tourné sur la plage du Touquet[2]. Bambou, la compagne de Serge Gainsbourg, y est visible à cheval[2].

- Renaud évoque cette chanson sur Antenne 2 (devenue France 2) à Antenne 2 Midi (journal de 13 h) le 11 janvier 1986. Noël Mamère, journaliste présentateur, interroge Renaud en présence de Georgina Dufoix, Ministre des affaires sociales et de la Solidarité nationale, et de Jean-Pierre Rosenczveig, ancien juge des enfants. Renaud explique que « Morgane de toi » est une expression manouche qui signifie « Amoureux de toi » et évoque sa fille Lolita et le fait d’être père[3].

## Classement
| Classement (1984) | Meilleure place |
| ----------------- | --------------- |
| France (IFOP)     | 43              |